# 莱涅莱
莱涅莱（法語：Laignelet，法語發音：[lɛɲlɛ]）是法国伊勒-维莱讷省的一个市镇，位于该省东北部，属于富热尔-维特雷区。

## 地理
莱涅莱（48°22'15"N, 1°9'1"W）面积14.83 平方千米，位于法国布列塔尼大區伊勒-维莱讷省，该省份为法国西北部沿海省份，位于布列塔尼半岛东部，北濒大西洋，西接阿摩尔滨海省和莫尔比昂省，南至大西洋卢瓦尔省，西南端接曼恩-卢瓦尔省，东临马耶讷省，东北与芒什省接壤。
与莱涅莱接壤的市镇（或旧市镇、城区）包括：富热尔、博塞、朗代昂、莱库斯、勒洛鲁、拉沙佩勒-弗勒里涅。

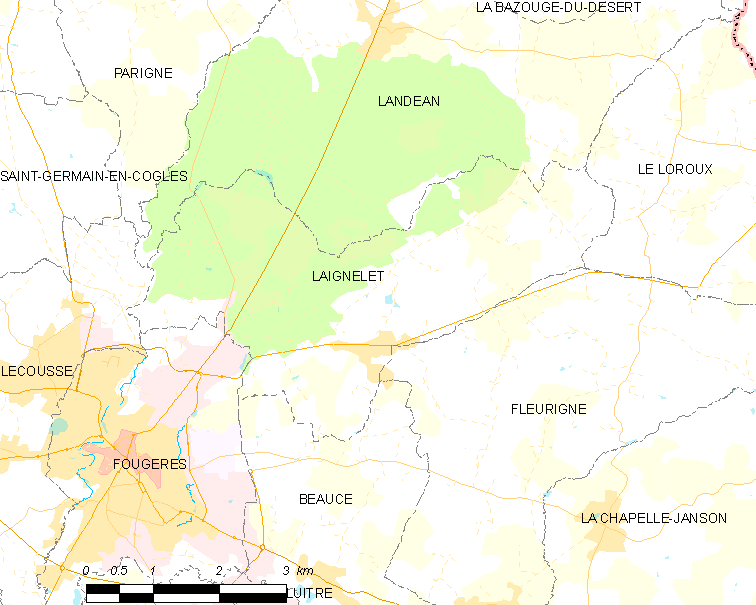
莱涅莱的OSM定位图

莱涅莱的时区为UTC+01:00、UTC+02:00（夏令时）。

## 行政
莱涅莱的邮政编码为35133，INSEE市镇编码为35138。

## 政治
莱涅莱所属的省级选区为富热尔第二县。

## 人口

1962-2008年间莱涅莱人口变化图示

莱涅莱于2022年1月1日时的人口数量为1217人。